# Må döden sova
Må döden sova är en deckare från 2002 av den svenska författaren Anna Jansson, den tredje om Maria Wern. Boken filmatiserades 2011.

## Handling
Adina från Estland har två gånger kört i diket med bilen och påstår sig ha kört på en man, men det finns ingen skadad och inga spår. Maria skjutsar Adina till hennes hem, en ståtlig herrgård som hon delar med sin äldre make.
Marias väninna Karin har äntligen blivit gravid genom den exklusiva Cheironkliniken. Men samtidigt har hon blivit helt personlighetsförändrad och har fått hallucinationer. Maria får i tjänsten åka till Cheironkliniken sedan en patient begått självmord. Enligt hennes man hade hon också haft hallucinationer.